# Zduny (Varmie-Mazurie)
Zduny est un village polonais de la voïvodie de Varmie-Mazurie, dans le powiat d'Ostróda.